# Becky Puiras
Rebecca „Becky“ Puiras, geborene Rebecca Laasko, (* 9. Mai 1978) ist eine kanadische Skilangläuferin und Biathletin.
Becky Puiras startete für Lappe Nordic. Zunächst war sie vor allem als Skilangläuferin aktiv und nahm seit 2002 an nationalen, seit 2003 an internationalen Rennen teil. Zunächst lief sie in unterklassigen Rennserien wie dem Skilanglauf-Continental-Cup oder dem Skilanglauf-Marathon-Cup. Ein erster Erfolg wurde der Gewinn der Silbermedaille hinter Tasha Betcherman über 10 Kilometer Freistil bei den kanadischen Meisterschaften 2003 in Duntroon. Im Januar 2004 gewann Puiras in Magog am Mont Orford ein Continental-Cup-Rennen über 5 Kilometer Freistil und wurde daraufhin erstmals in den kanadischen Kader für den Skilanglauf-Weltcup berufen. Einen Monat später debütierte sie in Oberstdorf und belegte die Plätze 53 in der Verfolgung und mit Sara Renner Platz 16 im Freistil-Teamsprint. Es dauerte bis 2008, dass die Kanadierin in Canmore zu einem dritten Weltcup-Einsatz kam und 47. über 10 Kilometer Freistil wurde.
Seit Ende des ersten Jahrzehnts der 2000er Jahre startete Puiras vermehrt im Biathlon. In der Gesamtwertung des NorAm-Cups der Saison 2008/09 wurde sie 14., Höhepunkt der Saison wurde die Teilnahme an den Nordamerikameisterschaften 2009 in Valcartier. Dort lief sie auf die Ränge elf im Einzel und 14 im Sprint. Es waren zugleich die Kanadische Biathlonmeisterschaften 2009, in deren Rahmen Puiras hinter Megan Imrie und Melanie Schultz im Einzel die Bronzemedaille gewann und eine weitere Medaille im Sprint um einen Platz als Viertplatzierte um zwei Sekunden verpasste.